# ハピ

上下エジプトを結ぶ2人の神として表されるハピ。

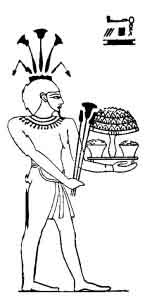
供物を手に持つハピ。

ハピ（Hapy, あるいはHapi）は、エジプト神話に登場するナイル川の神。古代エジプトにおいて信仰された。

## 概要
ナイル川を神格化したナイル川そのものの化身である。水の主人、全ての魚と鳥の長と考えられた。
その姿は、顎に髭を生やし、垂れた乳房を持つ緑か青色の太った男の姿で表される。女性の胸は、豊饒性を表すと考えられている。またナイル川の北と南を表す2人の神と考えられ、2人で上下エジプトの統一のシンボルに植物を結びつけるサムタウイの儀式を行う姿で表されることもあった。頭上には、パピルスあるいは、睡蓮の葉が描かれる。手には、供物が高く積み上げられた盆もしくは、水が流れ出る壷を持っている。上下ナイルを表す2本の植物または、2個の壷を持つ姿で表されることもある。

## 信仰
エジプトにおいて毎年発生するナイル川の氾濫は、大地に水と肥沃な土壌をもたらすものであった。エジプト人は、氾濫の期間にハピに食物や装飾品、宝石を供物として捧げた。ハピは、ナイルの氾濫による恵みをもたらす神として大地・豊穣・創造を司る神々を養うものであり、また神々へ捧げられる供物をもたらすものでもあった。さらに「神々の父」と呼ばれ、原初の水の神であるヌンあるいは、豊穣の神としてオシリスと同一視され、オシリスの化身と見做されることもあった。他にもクヌム、セベクなどと同一視された。
ハピが、その女性の乳房でオシリスに乳を与え、オシリスを復活させたという話もある。オシリス信仰期にエジプトの神々の中でハピの妻とみなされていたのは、ネクベトであった。